# 仁心解碼系列
仁心解碼系列，是由香港電視廣播有限公司製作的時裝醫學探案電視劇集，由方中信、楊怡、徐子珊、蒙嘉慧及黃智賢領銜主演，講述精神病以及懸疑破案，目前共有兩輯。

## 簡介

### 第一輯
高立仁（方中信）是仁和醫院精神科高級醫生。和鐘國彬（黃智賢）是舊同學兼好友，常幫其偵破不少奇案，而這些案件都多與精神病有關。在偵查案件的期間與有家族遺傳精神病史的女警察莫敏兒（徐子珊）漸生情愫，最後發展成為戀人。

### 第二輯
莫敏兒與高立仁結婚後死於車禍，而高立仁則在“療傷”之中。在療傷過程中不情願的情況下認識了哨牙仔梁啟榮（蕭正楠），並由於前同事的關係進入博安醫院（精神病專科醫院），負責處理與案件有關的精神病人士。而鍾國彬則因莫敏兒的離去而換了新人林頌恩（楊怡），在相處過程中二人漸生情愫，但最後鍾國彬遇到車禍，而林頌恩則因為童年陰影而有精神病最後自殺身亡。

## 影響
- 第一輯原在海外發行，但由於成績不俗，而獲得重新在翡翠台播出，並且同時獲得不錯迴響。第二輯後方中信因與電視廣播有限公司約滿而離開，但不排除會以其他方式繼續合作，並表示希望無綫電視有同樣題材劇集。

- 2015年電影《暴瘋語》被譽為向《仁心解碼系列》致敬的電影，並邀請了《仁心解碼》兩輯主角方中信客串主演。雖然人物故事不同，但仍然是以精神病以及懸疑為主。